# Hybrid Broadcast Broadband TV
Hybrid Broadcast Broadband TV (HbbTV) è sia uno standard industriale (ETSI TS 102 796) che un'iniziativa per la promozione della televisione digitale ibrida che ha lo scopo di armonizzare la trasmissione tradizionale digitale terrestre, satellitare o via cavo con l'IPTV e i contenuti di intrattenimento a banda larga nelle smart TV collegate a internet o tv dotate di decoder compatibile.
In relazione alle emittenti che vi aderiscono, può essere definito lo standard europeo al quale si contrappone lo statunitense ATSC 3.0.
Il consorzio HbbTV raggruppa società del settore industriale di internet e della trasmissione digitale e si occupa di definire gli standard attraverso una singola interfaccia utente, creando una piattaforma aperta come alternativa alle diverse tecnologie proprietarie. Lo standard può operare su cavo, satellite e reti terrestri.

## Storia
Il Consorzio HbbTV, divenuto poi Associazione HbbTV, è nato nel febbraio 2009 dal progetto francese H4TV e dal progetto tedesco HTML profil. HbbTV è stato presentato per la prima volta nel 2009 in Francia dall’emittente France Télévisions e dalle società sviluppatrici di tecnologie set top box Inverto Digital Labs del Lussemburgo e la francese Pleyo, per l'evento sportivo di tennis Roland Garros su una trasmissione DTT e una connessione IP e in Germania utilizzando il satellite Astra a 19,2° est durante le fiere IFA e IBC. Nel maggio 2011 i sostenitori del consorzio sono stati invitati a diventare membri a pieno titolo.
Nel giugno 2014 l'Associazione HbbTV si è fusa con l'Open IPTV Forum, un'analoga organizzazione industriale per i servizi di televisione con protocollo internet end-to-end (IPTV), costituita nel 2007, che ha lavorato a stretto contatto con l'iniziativa HbbTV sulle specifiche dei browser e dei media per i televisori collegati in rete e i set-top box. Le due iniziative si sono unite sotto l'egida dell'Associazione HbbTV agevolando la convergenza tra i mercati per IPTV, OTT e trasmissioni ibride e TV a banda larga.
Nel settembre 2016 è stato annunciato che la Smart TV Alliance, fondata nel 2012 da LG Electronics, Panasonic, Toshiba e TP Vision, si sarebbe fusa entro un anno con HbbTV, estendendo il campo di applicazione della specifica HbbTV per affrontare i servizi over-the-top e per semplificare gli standard. Con l'aggiornamento del primo trimestre del 2018 è stata introdotta una maggiore integrazione con i dispositivi iOS e Android per quanto riguarda il controllo remoto, lo scambio dei dati e la trasmissione di contenuti multimediali da un dispositivo mobile al televisore, o viceversa.

## Membri dell'associazione
L'associazione HbbTV conta oltre 75 membri sostenitori del settore dell'elettronica di consumo ed emittenti televisive, tra cui:
- Organismi di standardizzazione e di ricerca: Digital TV Group, Digital UK, Dolby, EBU, Fraunhofer FOKUS, IRT, TNO
- Emittenti televisive: Arqiva, BBC, Cellnex, Deutsche Telekom, ERT, Eutelsat, Freesat, Freeview (Australia), Freeview (Nuova Zelanda), Freewheel, Google, ITV, Media Broadcast, ProSiebenSat.1, Rai, Red Bull Media House, Reti Televisive Italiane, RTL Group, SES, Sky, SRG SSR, TDF, TV3, Tivùsat
- Protezione del software e dei contenuti: Access, BearingPoint, DATV, Fincons Group, Fluendo, Intertrust, Irdeto, iWedia, Kineton, Netgem, Samba TV, Seraphic, SmarDTV, Sophia Digital, Suresoft, TARA Systems, Verance, Vewd, Viaccess
- Produttori di dispositivi e componenti nel settore dell’elettronica di consumo: Amlogic, Arçelik, Arris, Changhong, CVTE, Enensys, Hisense, HiSilicon, Humax, LG, MediaTek, Novatek, Panasonic, Realtek, Roku, Sagemcom, Samsung, Sharp, Skyworth, Smit, Sony, TCL, TD Systems, Philips TP Vision, Vestel
- Società di test per dispositivi CE: Eurofins Digital

Il gruppo direttivo dell'Associazione HbbTV è composto da rappresentanti di Cellnex Telecom, Deutsche Telekom, EBU, Eurofins Digital, Freesat, IRT, LG, Panasonic, Rai, Reti Televisive Italiane, RTL Group, Samsung, Sony, TDF, Tivùsat, TP Vision e Vewd.

## Funzionamento
Quando la smart TV di un telespettatore supporta HbbTV e lo spettatore è sintonizzato su un canale televisivo sul quale viene resa disponibile una app HbbTV: questa applicazione software viene caricata nello smart TV e viene visualizzata allo spettatore in un angolo dello schermo una "call-to-action", ad esempio un logo con un pulsante rosso o una scritta che suggerisce di premere un tasto di lancio. Alla pressione del tasto di lancio, l’app viene eseguita.
Questo servizio abilita il portale multimediale dell'emittente che contiene diverse funzioni quali:
- Telecomando virtuale: lista selezionabile dei canali del broadcaster
- Catch-up TV (rivedere programmi TV già andati in onda nel passato)
- Social network
- Cerca (la funzione per trovare contenuti digitando o pronunciando una parola, con icona la classica "lente")
- On demand (contenuti selezionati dall'utente o scorciatoia per i programmi in abbonamento, acquistati o a noleggio-PPU[4])
- EPG (guida elettronica ai programmi)
- Restart: possibilità di vedere dall’inizio il programma in onda
- Meteo
- Digital Ad substitution (sostituzione di pubblicità in onda con pubblicità prescelta), Ad sta per advertising
- Informazioni aggiuntive su un programma (ad es. statistiche sportive)
- Accesso a canali video in streaming, spesso suddivisi in aree tematiche
- Highlight (novità, trend, ecc)
- Informative privacy e consenso ai cookie

Altre opzioni includono l'interazione reale, ad esempio i quiz multiutente in cui l'utente gioca contro altri spettatori HbbTV. L'utente interagisce con lo schermo usando una varietà di pulsanti sul telecomando: i pulsanti colorati, i pulsanti cursore e i pulsanti numerati. La nuova versione 2 della specifica supporta anche l'interazione attraverso un dispositivo mobile come uno smartphone o un tablet.
Una sezione comune è l'accesso (login) al portale mediante un account, cosa che solitamente  permette di visionare contenuti a pagamento o fruire di funzioni particolari.
Dopo il momento iniziale della comparsa automatica (in accensione cambio canale), si può agire manualmente per far comparire il menù; nel tempo un comando di lancio abbastanza comune è diventato "tasto su" cioè la freccetta in alto.
In pratica, i servizi disponibili sulla classica app nativa (PC o dispositivo mobile) o, similmente, su un browser, predisposti da un'emittente televisiva per rivedere programmi e contenuti (replay), sono fruibili direttamente sul TV durante la trasmissione mediante il portale multimediale senza ricorrere ad una app classica: la differenza è che in questo secondo caso in una sezione dello schermo si può continuare a visionare il programma televisivo in diretta (live) e che il mezzo è il TV stesso, non un'altra tipologia di apparecchiatura.

### Malfunzionamenti
Come qualsiasi tipo di programma software, anche le app di un sistema HbbTV possono avere anomalie di funzionamento, prestazioni degradate o bug congeniti di una versione. Inoltre, anche la connessione internet o di rete o il non ottimale segnale TV possono essere all'origine di malfunzionamenti. Questo può comportare o il non caricamento temporaneo del servizio oppure la non fruizione sistematica sino a quando l'inconveniente non sia stato corretto.
Quando le prestazioni del TV o la velocità di connessione internet (o la potenza dell'eventuale rete wireless) non sono ottimali, è normale che la disponibilità dell'app e del relativo menù sia in ritardo di alcuni secondi dopo che si è scelto il canale televisivo.

## Standard
Le specifica HbbTV è stata sviluppata dai membri dell'industria del consorzio e si basa su elementi di standard e tecnologie web esistenti tra le quali:
- OIPF Open IPTV Forum
- CEA-2014 CE-HTML
- W3C: HTML, HTML5
- DVB Application Signalling Specification (ETSI TS 102 809)
- MPEG-DASH

La specifica standard è stata presentata a novembre 2009 all'ETSI, che l'ha pubblicata con il riferimento ETSI TS 102 796 nel giugno 2010.
Le applicazioni per HbbTV sono basate su HTML, utilizzando HTML5 e il linguaggio di interfaccia utente CE-HTML, ma utilizzano solo un sottoinsieme dello standard web, gli sviluppatori devono utilizzare strumenti di validazione specializzati.
Nel settembre 2017 l'Associazione HbbTV ha annunciato la pubblicazione della sua specifica IPTV da parte di ETSI come TS 103 555. Questa specifica si basa su HbbTV 2.0 e definisce come i contenuti audiovisivi forniti da un servizio IPTV possono essere presentati su terminali HbbTV (come set-top box e televisori) - sia terminali ibridi con una connessione IP e una connessione broadcast basata su RF, sia terminali IPTV puri con una sola connessione IP.
La successiva versione dello standard (HbbTV 2.0.1) ha incluso le funzionalità della piattaforma middleware interattiva MHEG-5 utilizzata per la TV digitale terrestre nel Regno Unito, per facilitare la transizione da MHEG-5 a HbbTV come sistema obbligatorio nel Regno Unito. HbbTV 2.0.2 consente il supporto per il video HDR e HFR e l'audio di prossima generazione (AC-4 e MPEG-H).

## Adozione
Diversi paesi in tutto il mondo, e in particolare in Europa, hanno adottato lo standard HbbTV e/o gestito servizi e sperimentazioni su di esso. A dicembre 2011, i servizi HbbTV erano regolarmente operativi in Francia, Germania e Spagna, con annunci per l’adozione in Austria, Repubblica Ceca, Slovacchia, Danimarca, Paesi Bassi, Polonia, Svizzera, Turchia, e in forma sperimentale in Australia, Cina, Giappone e Stati Uniti.
A partire dall’ottobre 2015, 27 paesi hanno lanciato i servizi HbbTV; i più recenti sono Regno Unito, Nuova Zelanda, Senegal, Namibia, Bosnia ed Erzegovina ed Estonia.
Nell'ottobre 2014, l'Associazione HbbTV ha annunciato che oltre 20 paesi hanno lanciato i servizi HbbTV, tra i quali l'Italia e l'Arabia Saudita.

### Italia
In Italia per il passaggio al digitale terrestre per fornire servizi multimediali interattivi ai programmi televisivi era stata scelta la piattaforma MHP (Multimedia Home Platform). Con lo switch-off al digitale terrestre completato nel 2012, MHP è stato lo standard per la televisione digitale interattiva più diffuso in Italia, nonché l’unico adottato nel nostro Paese da tutti i broadcaster. Tale standard, a parte qualche eccezione, non è stato adottato dagli altri paesi, con effetti per i produttori di “smart TV” costretti solo per l’Italia a sostenere costi aggiuntivi per realizzare delle versioni compatibili con questo standard.
In Italia dall’ottobre 2014 sono stati avviati servizi HbbTV.
Con la liberazione della banda 700 MHz dalle trasmissioni tv e il passaggio obbligatorio al DVB-T2 che determina la riorganizzazione del panorama diffusivo con uno switch-over dal 2020 al 2022, i produttori e i broadcaster hanno concordato il passaggio nel 2017 dall’MHP al formato HbbTV 2.0.
Secondo il sito dell’organizzazione HbbTV, a dicembre 2020 in Italia erano 4 milioni i televisori domestici compatibili con lo standard HbbTV.
I principali gruppi televisivi italiani trasmettono con lo standard HbbTV i loro canali sia sul digitale terrestre che sul satellite.

#### Rai
I canali della Rai espongono due servizi accessibili tramite due diverse call-to-action:
- Rai Tv+, attivabile premendo il tasto Freccia su del telecomando, che fornisce l'accesso in streaming ai canali Rai non ricevibili in maniera lineare sul digitale terrestre, ad esempio Rai 4K e i canali tematici Rai Radio.

#### Mediaset
Il launcher HbbTV di Mediaset offre un solo servizio.
Su alcuni programmi, attraverso il messaggio “Vedi dall'inizio il programma in onda. Premi il tasto freccia su”, consente di riprendere dall’inizio la visione del programma in corso. Premuto il pulsante, oltre all’opzione “RESTART Vedi dall’inizio” vengono visualizzate diverse opzioni dell’app Mediaset Infinity.
In precedenza con il tasto “freccia destra” era possibile lanciare l’app TivùOn.

#### Discovery Italia
L’app Discovery+ sui canali Discovery (Real Time, DMAX, Nove, Giallo, Motor Trend, Food Network, K2, Frisbee, HGTV) poteva essere lanciata tramite il tasto “freccia su” o quello giallo del telecomando. Dal 13 dicembre 2022 è stato rimosso il supporto del servizio all'HbbTV, rimanendo accessibile solo tramite l'app dedicata.
Una nuova interattività (personalizzata per ciascun canale) è stata introdotta successivamente, con la possibilità di rivedere i programmi già andati in onda su quel canale.

#### Sky Italia
Il tasto di lancio dell’app su alcuni canali Sky Italia (TV8, Cielo) è “ok”, che consente per alcuni programmi di vedere dall'inizio il programma in corso.

#### Cairo Communication
Sui canali LA7 e LA7d è presente il portale multimediale dotato di messaggio “call-to-action” con l’indicazione del relativo pulsante. Si può attivare comunque in un qualsiasi istante con la classica freccia in su.

#### Radio Dimensione Suono
Il canale televisivo RDS Social TV sfrutta tutti i pulsanti colorati per il lancio, e l'app permette di interagire con la radio esprimendo la propria preferenza (like), vedere il videoclip della canzone e selezionare le informazioni mostrate in diretta quali i testi della canzone, curiosità e meteo.

#### RTL 102.5
Il tasto di lancio dell’app sui canali RTL 102.5 (RTL 102.5 TV, Radiofreccia e Radio Zeta) è il pulsante rosso del telecomando.

#### Italia Sport Communication
I tasti di lancio dell’app sul canale Sportitalia sono il pulsante rosso o i cursori.

#### Radio Kiss Kiss
Il tasto di lancio dell’app sul canale Radio Kiss Kiss TV è il pulsante blu del telecomando.

#### Paramount Global Italia
Nonostante in alcuni dei canali del gruppo (VH1) sia indicato il formato HbbTV, non viene presentata la “call-to-action” con l’indicazione del relativo pulsante.